# Гораймівська волость
Гораймівська волость — історична адміністративно-територіальна одиниця Луцького повіту Волинської губернії Російської імперії. Волосний центр — село Гораймівка.
Наприкінці ХІХ ст. волость було ліквідовано, більшість поселень увійшли до складу Силенської волості, села Велика та Мала Осниця, Красноволя, Тельчі - до Колківської волості.
Станом на 1885 рік складалася з 17 поселень, 18 сільських громад. Населення — 5419 осіб (2652 чоловічої статі та 2767 — жіночої), 367 дворових господарства.
|                     | Площа, десятин | У тому числі орної, дес. |
| ------------------- | -------------- | ------------------------ |
| Сільських громад    | 8848           | 4036                     |
| Приватної власності | 9127           | 1538                     |
| Казенної власності  | 245            | 122                      |
| Іншої власності     | 177            | 149                      |
| Загалом             | 18397          | 5845                     |

Основні поселення волості:
- Гораймівка — колишнє власницьке село при річці Коршин за 60 верст від повітового міста, 377 осіб, 42 двори;волосне правління; православна церква, школа, постоялий будинок, кузня, водяний млин.
- Липне — колишнє власницьке село, 538 осіб, 55 дворів, православна церква, каплиця, постоялий будинок, школа, водяний млин.
- Мала Осниця — колишнє державне село при річці Стир, 240 осіб, 21 двір, православна церква, школа.
- Чорниж — колишнє власницьке село, 604 особи, 57 дворів, православна церква, постоялий будинок.